# فایل حافظه نقشه‌شده
فایل حافظه نقشه شده (به انگلیسی: Memory-mapped file) بخشی از حافظه مجازی است که ارتباط مستقیم بایت به بایت با بخشی از یک فایل یا منبعی مشابه فایل دارد. این منبع معمولاً یک فایل است که به صورت فیزیکی روی دیسک وجود دارد ولی می‌تواند یک دستگاه، حافظه اشتراکی یا هر منبع دیگری که سیستم عامل از طریق توصیف‌گر پرونده  به آن ارجاع دارد، باشد. این ارتباط بین فایل و فضای حافظه به برنامه‌ها اجازه می‌دهد تا این بخش نگاشت شده اگر این از حافظه اصلی باشد.
مزیت اصلی فایل حافظه نقشه شده، افزایش کارایی ورودی خروجی    خصوصاً روی فایلهای بزرگ است. ولی برای فایلهای کوچک، فایلهای حافظه نقشه شده باعث اتلاف فضا می‌گردند. چون نقشه‌های حافظه بر اساس سایز صفحه  تشکیل می‌شوند که اکثراً 4KB است، بنابراین یک فایل 5KB فضای 8KB را اشغال می‌کند و 3KB هرز می‌شود.